# Парулава, Бадри Михайлович
Бадри Михайлович Парулава ( ) — советский футболист, полузащитник клуба «Торпедо» (Кутаиси).

## Клубная карьера
Воспитанник грузинского футбола.
В первой лиге провёл 11 сезонов за «Торпедо», в 1981 году вместе с командой завоевал право выступать в высшей лиги (был в команде, но в высшей лиге не провёл ни одного матча).
1 апреля 1973 забил свой единственный гол в Кубке СССР в ворота команды высшей лиги ЦСКА (1:2).

## Карьера в сборных
| №                                   | Дата                                | Соперники                           | Статус                              | Счёт                                | Статистика                          |
| Сборная СССР по футболу (до 18 лет) | Сборная СССР по футболу (до 18 лет) | Сборная СССР по футболу (до 18 лет) | Сборная СССР по футболу (до 18 лет) | Сборная СССР по футболу (до 18 лет) | Сборная СССР по футболу (до 18 лет) |
| ----------------------------------- | ----------------------------------- | ----------------------------------- | ----------------------------------- | ----------------------------------- | ----------------------------------- |
| 1                                   | 28 февраля 1971                     | Туркменская ССР                     | 1 среднеазиатский турнир            | 1:1                                 | 45' ( 46')                          |
| Сборная СССР по футболу (до 20 лет) |                                     |                                     |                                     |                                     |                                     |
| 2                                   | 4 марта 1971                        | Туркменская ССР                     | 1 среднеазиатский турнир            | 0:1                                 | 45' ( 46'), заменил Гуцаева         |
| 3                                   | 23 февраля 1972                     | Югославия (20)                      | 2 среднеазиатский турнир            | 0:2                                 | 90'                                 |
| 4                                   | 26 февраля 1972                     | Украинская ССР (20)                 | 2 среднеазиатский турнир            | 0:0                                 | 90'                                 |
| 5                                   | 27 февраля 1972                     | Германия (20)                       | 2 среднеазиатский турнир            | 2:1                                 | 90'                                 |
| 6                                   | 29 февраля 1972                     | Венгрия (20)                        | 2 среднеазиатский турнир            | 4:1                                 | 90', -3                             |

## Достижения
Первая лига СССР по футболу
- Серебряный призёр: 1981
- Бронзовый призёр: 1975

## Клубная статистика
| Выступление       | Выступление      | Выступление      | Лига | Лига | Кубок | Кубок | Итого | Итого |
| Клуб              | Лига             | Сезон            | Игры | Голы | Игры  | Голы  | Игры  | Голы  |
| ----------------- | ---------------- | ---------------- | ---- | ---- | ----- | ----- | ----- | ----- |
| Торпедо (Кутаиси) | первая           | 1971             | 3    | 0    | —     | —     | 3     | 0     |
| Торпедо (Кутаиси) | первая           | 1972             | 2    | 0    | —     | —     | 2     | 0     |
| Торпедо (Кутаиси) | первая           | 1973             | 36   | 6    | 2     | 0     | 38    | 6     |
| Торпедо (Кутаиси) | первая           | 1974             | 24   | 1    | 2     | -     | 26    | 1     |
| Торпедо (Кутаиси) | первая           | 1975             | 33   | 2    | —     | —     | 33    | 2     |
| Торпедо (Кутаиси) | первая           | 1976             | 29   | 3    | —     | —     | 29    | 3     |
| Торпедо (Кутаиси) | первая           | 1977             | 24   | 2    | 1     | 0     | 25    | 2     |
| Торпедо (Кутаиси) | первая           | 1978             | 26   | 7    | 2     | 0     | 28    | 7     |
| Торпедо (Кутаиси) | первая           | 1979             | 29   | 3    | 4     | 0     | 33    | 3     |
| Торпедо (Кутаиси) | первая           | 1980             | 44   | 8    | 1     | 0     | 45    | 8     |
| Торпедо (Кутаиси) | первая           | 1981             | 40   | 5    | —     | —     | 40    | 5     |
| Торпедо (Кутаиси) | Итого            | Итого            | 290  | 37   | 12    | 1     | 302   | 38    |
| Всего за карьеру  | Всего за карьеру | Всего за карьеру | 290  | 37   | 12    | 1     | 302   | 38    |